# The Duke (EP de Lamb of God)
The Duke es un EP de la banda estadounidense de Metal Lamb of God. Fue lanzado el día 18 de noviembre de 2016 a través de Nuclear Blast Records y es el último lanzamiento con el nombre de Lamb of God con Chris Adler en la batería, este EP fue producido, diseñado y mezclado por el productor Josh Wilbur.

## Antecedentes
La historia del EP proviene de un fan de la banda llamado Wayne Alan Ford, el cual había sido diagnosticado con leucemia, Randy Blythe lo conoció en el año 2012 en un concierto realizado en Phoenix, Arizona, en ese concierto, Blythe le dedicó la canción Ruin tras recibir una camiseta con el mensaje "QUE SE JODA EL CÁNCER" y tras el concierto se reunió con Wayne y su esposa, con quienes conversaron sobre la enfermedad. 
Más tarde a inicos 2015, Blythe fue informado por una persona llamada Sammy que Wayne no sobreviviría a la enfermedad, a través de sus conversaciones, Blythe quedó profundamente impactado por la entereza y serenidad de Wayne al afrontar su muerte inminente. Blythe organizó una videollamada con él. Durante sus conversaciones, Wayne habló con serenidad sobre su enfermedad, su deseo de pasar tiempo con sus seres queridos y su decisión de no continuar con terapias invasivas. A través de estos intercambios, Blythe quedó profundamente conmovido por la dignidad y la fuerza con las que Ford enfrentó su muerte inminente, Wayne fallecería en febrero de ese mismo año.
Inspirado por esta experiencia, Blythe compuso la canción “The Duke”, que incorpora frases y sentimientos compartidos por Wayne y su familia. Aunque originalmente iba a incluirse en el álbum VII: Sturm und Drang, la banda decidió lanzarla por separado para dar mayor visibilidad a la historia de Wayne y generar conciencia sobre la leucemia y la importancia de registrarse como donante de médula ósea. En el comunicado que hizo Randy Blythe en el sitio web de la banda, además de unas palabras de honor hacia Wayne, declaró lo siguiente sobre la canción:

Algunas de las letras de “The Duke” surgieron de cosas que Wayne me había dicho, otras de una conversación que tuve con su esposa y algunas simplemente de mi propia cabeza. Originalmente había llamado la canción "Immortalis", pero después de una conversación con el padre de Wayne, Frank, decidí mantener el título provisional original que mis compañeros de banda habían ideado, mucho antes de que yo hubiera hablado con Wayne. Cuando le conté a Frank sobre el título provisional, se rió y me dijo que era un gran admirador de John Wayne. Le había puesto el nombre de Wayne en honor al actor, que también es conocido como... El Duque. Sincronicidad en el trabajo.

Por varias razones, mi banda decidió no lanzar “The Duke” como canción del álbum. Estaba bien con eso; pensé que la canción y la historia detrás de ella recibirían más atención si se lanzara sola más tarde. Y quiero que la canción llame la atención, por más de una razón. Además de honrar a este hombre del que fui amigo durante tan poco tiempo, quiero que la historia de El Duque genere conciencia sobre la leucemia, especialmente sobre la necesidad de donantes de médula sanguínea. No hay suficientes donantes registrados para cubrir la necesidad. Las coincidencias de médula ósea son muy específicas, mucho más que las de sangre, y cada año mueren personas de leucemia y otras enfermedades relacionadas con la sangre porque no se puede encontrar un donante adecuado. Registrarse es fácil, sencillo y gratuito: simplemente vaya a WWW.BETHEMATCH.ORG. Puedes salvar la vida de alguien. Otra gran organización a la que apoyar es The Leukemia & Lymphoma Society: financian investigaciones y brindan información y recursos para pacientes con leucemia y linfoma. Visite WWW.LLS.ORG para descubrir cómo puede participar: el 100 % de los fondos generados por la subasta benéfica que configuré para coincidir con este lanzamiento se destinará a LLS.
Por hablar con Wayne mientras estaba vivo (y con su esposa y su familia después de su muerte), sé que era un tipo bastante reservado, tranquilo y humilde. No era un gran buscador de atención, pero en sus últimos días se abrió y habló más sobre su enfermedad; sabía cuánto su muerte podría generar conciencia sobre la leucemia, la necesidad de donantes de médula ósea y fondos para investigaciones para tratar de encontrar una cura para esta terrible enfermedad. Si estuviera vivo, sin duda le molestaría la atención que estoy tratando de atraer hacia él ahora; afectaría su serenidad. Pero su esposa Courtney me aseguró recientemente que entendería por qué hago esto (para tratar de ayudar a la gente) y que “sería un gran honor para él no haber muerto en vano”.
Descansa tranquilo, hermano. Te veré del otro lado.
D. Randall Blythe

D.E.P. Wayne Alan Ford, 30/09/1981- 03/02/2015

## Contenido
El EP contiene la canción «The Duke», la cual va dedicada hacia Wayne Alan Ford, esta canción se destaca por el uso de voces limpias, sobre la canción, Randy Blythe dijo siguiente:

“Hace un tiempo me hice amigo de un fan llamado Wayne Ford – tenía leucemia terminal. Hablé con él a menudo, incluso chateé por video con él en el estudio. Estaba muy tranquilo ante su muerte inminente y lo discutimos muy abiertamente. Aprendí mucho de él. Esta canción es para él”.

La segunda canción llamada «Culling», al igual que «The Duke», es una grabación de estudio, la cual no fue publicada en el álbum más reciente de la banda, el resto del EP, son versiones en directo de las canciones «Still Echoes», «512» y «Engage the Fear Machine», las cuales fueron originalmente publicadas para el álbum VII: Sturm und Drang de 2015, «Still Echoes» fue grabada en el Rock am Ring, mientras que «512» y «Engage the Fear Machine» fueron grabadas en el Bonnaroo Music and Arts Festival.

## Lista de canciones
| N.º   | Título                                                                              | Duración |  |
| 1.    | «The Duke»                                                                          | 4:32     |  |
| 2.    | «Culling»                                                                           | 3:33     |  |
| 3.    | «Still Echoes» (En directo en Rock am Ring, en 2015)                                | 4:35     |  |
| 4.    | «512» (En directo en Bonnaroo Music and Arts Festival, en 2016)                     | 4:49     |  |
| 5.    | «Engage the Fear Machine» (En directo en Bonnaroo Music and Arts Festival, en 2016) | 4:49     |  |
| 22:17 |                                                                                     |          |  |

## Personal
- Randy Blythe – voz
- Willie Adler – guitarra
- Mark Morton – guitarra
- John Campbell – bajo
- Chris Adler – batería